# Final del Torneo Finalización 2024 (Colombia)
La final del Torneo Finalización 2024 de Colombia fue una serie de partidos de fútbol que se disputaron el 18 y 22 de diciembre de 2024 para definir el campeón de la nonagésima novena (99a.) edición de la Categoría Primera A, máxima categoría del fútbol profesional de Colombia. Esta llave representó la última fase de la competición y la disputaron Atlético Nacional y Deportes Tolima, ganadores de los grupos A y B de los cuadrangulares semifinales del torneo.
En esta fase, la regla del gol de visitante no se tuvo en cuenta como medida de desempate en caso de empate en goles ni hubo tiempos extras una vez finalizados los 180 minutos reglamentarios de la llave, sino que directamente se procedería a definir la llave por tiros desde el punto penal. En el partido de vuelta fue local Atlético Nacional, por ser el equipo con mejor puntaje acumulado del torneo (sumatoria de puntos obtenidos por cada equipo en las fases previas a la final).
Atlético Nacional ganó su decimoctavo título de liga en este torneo, venciendo al Deportes Tolima por un marcador global de tres goles a uno después de un empate a un gol en el partido de ida jugado en Ibagué y un triunfo por dos goles a cero en el partido de vuelta en Medellín. Como ganador de esta llave y en consecuencia, del campeonato, Atlético Nacional obtuvo el derecho a disputar la Copa Libertadores 2025 desde la fase de grupos y la Superliga de Colombia 2025. Al vencedor de la final se le otorgó un premio de 250 mil dólares por parte del patrocinador del torneo y similar al campeón del torneo Apertura, recibió un premio de 500 mil dólares por parte de Conmebol y la Federación Colombiana de Fútbol, los cuales se suman a los 3 millones de dólares que recibe el equipo al obtener su clasificación a la fase de grupos de la Copa Libertadores, más 300 mil dólares por partido ganado en esa instancia.

## Llave
| Bandera del departamento de Antioquia | vs. |                       |
| ------------------------------------- | --- | --------------------- |
| Atlético Nacional 1 2 3               | vs. | Deportes Tolima 1 0 1 |

## Estadios
| Ibagué                      | Medellín                  |
| --------------------------- | ------------------------- |
| Estadio Manuel Murillo Toro | Estadio Atanasio Girardot |
| Capacidad: 28 170           | Capacidad: 46 000         |
|                             |                           |

## Antecedentes
Esta fue la tercera ocasión en la cual Atlético Nacional y Deportes Tolima se enfrentaron en una final de la máxima categoría del fútbol profesional colombiano, luego de las finales de los torneos Apertura 2018 y Apertura 2022, con balance de un triunfo por bando. En 2018, el onceno «pijao» ganó su segundo título por tiros desde el punto penal al empatar a dos goles en el marcador global. En aquel momento, el partido de ida jugado en Ibagué terminó con triunfo de Atlético Nacional por 1:0 con gol de Dayro Moreno, mientras que el Deportes Tolima logró igualar la serie al vencer 2:1 en el partido de vuelta jugado en Medellín con goles de Sebastián Villa y Danovis Banguero al tercer minuto del tiempo de adición para el cuadro visitante y Vladimir Hernández para el onceno local. Cuatro años después fue el cuadro «verdolaga» quien se impuso con un marcador global de 4:3, ganando el partido de ida por un marcador de 3:1 con goles de Danovis Banguero, Yerson Candelo y Andrés Andrade, con Anderson Plata descontando para el Tolima y perdiendo el juego de vuelta 2:1 con goles de Jarlan Barrera para Atlético Nacional y Emanuel Olivera (autogol) y Juan Fernando Caicedo para el «vinotinto y oro». Ambos equipos también se enfrentaron en el cuadrangular final del torneo en 1981, el cual fue además integrado por el América de Cali y el Junior de Barranquilla. En aquella ocasión, el cuadro antioqueño dirigido por Osvaldo Zubeldía fue campeón al sumar ocho puntos, mientras que los tolimenses fueron subcampeones con seis unidades y clasificaron a la Copa Libertadores 1982.
Deportes Tolima jugó su novena final de liga bajo la modalidad de torneos cortos, en las cuales ganó sus tres títulos de liga, y alcanzó esta instancia por primera vez desde la derrota ante su rival de esta ocasión en el Apertura 2022, mientras que Atlético Nacional disputó por decimosexta vez una final por torneos cortos, de las cuales ganó diez, mientras que su última aparición en la serie decisiva del campeonato fue en el Torneo Apertura 2023, cuando fue derrotado por Millonarios.

## Estadísticas

### Enfrentamientos previos en 2024
Por liga los equipos se enfrentaron una vez en la fase todos contra todos de cada uno de los torneos de liga disputados en la temporada, con un balance de un triunfo por bando:
| Apertura     | Todos contra todos | Atlético Nacional | 3 : 1 | Deportes Tolima   | Atanasio Girardot   | 27 de abril     | 19:00 |
| Finalización | Todos contra todos | Deportes Tolima   | 1 : 0 | Atlético Nacional | Manuel Murillo Toro | 14 de noviembre | 19:00 |

### Campaña de los finalistas
A continuación se encuentran tabuladas las estadísticas del Atlético Nacional y del Deportes Tolima en las fases previas a la final (todos contra todos y cuadrangulares semifinales):
| Equipos           | PJ | PG | PE | PP | GF | GC | Dif. | Pts. | Rend.  |
| ----------------- | -- | -- | -- | -- | -- | -- | ---- | ---- | ------ |
| Atlético Nacional | 25 | 13 | 6  | 6  | 40 | 24 | 16   | 45   | 60 %   |
| Deportes Tolima   | 25 | 13 | 5  | 7  | 32 | 19 | 13   | 44   | 58,7 % |

#### Atlético Nacional
| Fecha                                                                                      | Fase                               | Estadio                                | Local                | Resultado    | Visitante              |
| ------------------------------------------------------------------------------------------ | ---------------------------------- | -------------------------------------- | -------------------- | ------------ | ---------------------- |
| 17 de julio                                                                                | Todos contra todos                 | Armando Maestre Pavajeau, Valledupar   | Alianza F. C.        | 0 : 2        | Atlético Nacional      |
| 21 de julio                                                                                | Todos contra todos                 | Atanasio Girardot, Medellín            | Atlético Nacional    | 2 : 1        | América de Cali        |
| 24 de julio                                                                                | Todos contra todos                 | El Campín, Bogotá                      | Millonarios          | 1 : 2        | Atlético Nacional      |
| 27 de julio                                                                                | Todos contra todos                 | Palogrande, Manizales                  | Once Caldas          | 2 : 0        | Atlético Nacional      |
| 31 de julio                                                                                | Todos contra todos                 | Atanasio Girardot, Medellín            | Atlético Nacional    | 0 : 1        | La Equidad             |
| 5 de agosto                                                                                | Todos contra todos                 | Atanasio Girardot, Medellín            | Atlético Nacional    | 1 : 1        | Águilas Doradas        |
| 10 de agosto                                                                               | Todos contra todos                 | Atanasio Girardot, Medellín            | Atlético Nacional    | 3 : 1        | Patriotas              |
| 31 de agosto                                                                               | Todos contra todos                 | Jaraguay, Montería                     | Jaguares             | 0 : 2        | Atlético Nacional      |
| 23 de septiembre                                                                           | Todos contra todos                 | Américo Montanini, Bucaramanga         | Atlético Bucaramanga | 1 : 0        | Atlético Nacional      |
| 26 de septiembre                                                                           | Todos contra todos                 | Atanasio Girardot, Medellín            | Atlético Nacional    | 0 : 3 (W.O.) | Junior                 |
| 29 de septiembre                                                                           | Todos contra todos                 | Atanasio Girardot, Medellín            | Atlético Nacional    | 6 : 2        | Boyacá Chicó           |
| 5 de octubre                                                                               | Todos contra todos                 | Departamental Libertad, Pasto          | Deportivo Pasto      | 1 : 2        | Atlético Nacional      |
| 9 de octubre                                                                               | Todos contra todos                 | Atanasio Girardot, Medellín            | Atlético Nacional    | 1 : 1        | Deportivo Cali         |
| 14 de octubre                                                                              | Todos contra todos                 | Atanasio Girardot, Medellín            | Atlético Nacional    | 2 : 1        | Envigado F. C.         |
| 27 de octubre                                                                              | Todos contra todos                 | El Campín, Bogotá                      | Fortaleza CEIF       | 0 : 1        | Atlético Nacional      |
| 4 de noviembre                                                                             | Todos contra todos                 | Atanasio Girardot, Medellín            | Atlético Nacional    | 1 : 1        | Santa Fe               |
| 7 de noviembre                                                                             | Todos contra todos                 | Hernán Ramírez Villegas, Pereira       | Deportivo Pereira    | 1 : 1        | Atlético Nacional      |
| 11 de noviembre                                                                            | Todos contra todos                 | Atanasio Girardot, Medellín            | Atlético Nacional    | 1 : 1        | Independiente Medellín |
| 14 de noviembre                                                                            | Todos contra todos                 | Manuel Murillo Toro, Ibagué            | Deportes Tolima      | 1 : 0        | Atlético Nacional      |
| Atlético Nacional avanzó de fase como quinto (5.°) en el todos contra todos con 32 puntos. |                                    |                                        |                      |              |                        |
| 20 de noviembre                                                                            | Cuadrangulares semifinales Grupo A | Atanasio Girardot, Medellín            | Atlético Nacional    | 5 : 0        | Santa Fe               |
| 24 de noviembre                                                                            | Cuadrangulares semifinales Grupo A | Departamental Libertad, Pasto          | Deportivo Pasto      | 0 : 1        | Atlético Nacional      |
| 29 de noviembre                                                                            | Cuadrangulares semifinales Grupo A | El Campín, Bogotá                      | Millonarios          | 2 : 1        | Atlético Nacional      |
| 2 de diciembre                                                                             | Cuadrangulares semifinales Grupo A | Atanasio Girardot, Medellín            | Atlético Nacional    | 1 : 1        | Millonarios            |
| 5 de diciembre                                                                             | Cuadrangulares semifinales Grupo A | Metropolitano Ciudad de Itagüí, Itagüí | Atlético Nacional    | 2 : 1        | Deportivo Pasto        |
| 8 de diciembre                                                                             | Cuadrangulares semifinales Grupo A | El Campín, Bogotá                      | Santa Fe             | 0 : 3        | Atlético Nacional      |
| Atlético Nacional avanzó de fase como ganador del grupo A con 13 puntos.                   |                                    |                                        |                      |              |                        |

|  |                                |
|  | Triunfo del Atlético Nacional. |
|  | Empate.                        |
|  | Derrota del Atlético Nacional. |

#### Deportes Tolima
| Fecha                                                                                    | Fase                               | Estadio                                      | Local                  | Resultado | Visitante         |
| ---------------------------------------------------------------------------------------- | ---------------------------------- | -------------------------------------------- | ---------------------- | --------- | ----------------- |
| 19 de julio                                                                              | Todos contra todos                 | Parque Estadio Olaya Herrera, Bogotá         | Fortaleza CEIF         | 1 : 1     | Deportes Tolima   |
| 23 de julio                                                                              | Todos contra todos                 | Manuel Murillo Toro, Ibagué                  | Deportes Tolima        | 2 : 1     | Deportivo Pasto   |
| 2 de agosto                                                                              | Todos contra todos                 | El Campín, Bogotá                            | Millonarios            | 1 : 0     | Deportes Tolima   |
| 10 de agosto                                                                             | Todos contra todos                 | Manuel Murillo Toro, Ibagué                  | Deportes Tolima        | 5 : 1     | La Equidad        |
| 19 de agosto                                                                             | Todos contra todos                 | Jaraguay, Montería                           | Jaguares               | 0 : 2     | Deportes Tolima   |
| 24 de agosto                                                                             | Todos contra todos                 | Manuel Murillo Toro, Ibagué                  | Deportes Tolima        | 0 : 1     | Junior            |
| 1 de septiembre                                                                          | Todos contra todos                 | Américo Montanini, Bucaramanga               | Atlético Bucaramanga   | 0 : 2     | Deportes Tolima   |
| 7 de septiembre                                                                          | Todos contra todos                 | Manuel Murillo Toro, Ibagué                  | Deportes Tolima        | 1 : 1     | Deportivo Cali    |
| 11 de septiembre                                                                         | Todos contra todos                 | Bello Horizonte - Rey Pelé, Villavicencio    | América de Cali        | 1 : 0     | Deportes Tolima   |
| 14 de septiembre                                                                         | Todos contra todos                 | Manuel Murillo Toro, Ibagué                  | Deportes Tolima        | 2 : 1     | Boyacá Chicó      |
| 22 de septiembre                                                                         | Todos contra todos                 | Atanasio Girardot, Medellín                  | Independiente Medellín | 0 : 1     | Deportes Tolima   |
| 29 de septiembre                                                                         | Todos contra todos                 | Manuel Murillo Toro, Ibagué                  | Deportes Tolima        | 0 : 0     | Santa Fe          |
| 7 de octubre                                                                             | Todos contra todos                 | Hernán Ramírez Villegas, Pereira             | Deportivo Pereira      | 1 : 0     | Deportes Tolima   |
| 19 de octubre                                                                            | Todos contra todos                 | Manuel Murillo Toro, Ibagué                  | Deportes Tolima        | 2 : 0     | Alianza F. C.     |
| 25 de octubre                                                                            | Todos contra todos                 | Manuel Murillo Toro, Ibagué                  | Deportes Tolima        | 1 : 1     | Once Caldas       |
| 2 de noviembre                                                                           | Todos contra todos                 | Arturo Cumplido Sierra, Sincelejo            | Águilas Doradas        | 0 : 1     | Deportes Tolima   |
| 6 de noviembre                                                                           | Todos contra todos                 | Manuel Murillo Toro, Ibagué                  | Deportes Tolima        | 3 : 0     | Envigado F. C.    |
| 10 de noviembre                                                                          | Todos contra todos                 | La Independencia, Tunja                      | Patriotas              | 2 : 1     | Deportes Tolima   |
| 14 de noviembre                                                                          | Todos contra todos                 | Manuel Murillo Toro, Ibagué                  | Deportes Tolima        | 1 : 0     | Atlético Nacional |
| Deportes Tolima avanzó de fase como cuarto (4.°) en el todos contra todos con 34 puntos. |                                    |                                              |                        |           |                   |
| 21 de noviembre                                                                          | Cuadrangulares semifinales Grupo B | Palogrande, Manizales                        | Once Caldas            | 0 : 0     | Deportes Tolima   |
| 24 de noviembre                                                                          | Cuadrangulares semifinales Grupo B | Manuel Murillo Toro, Ibagué                  | Deportes Tolima        | 1 : 0     | Junior            |
| 27 de noviembre                                                                          | Cuadrangulares semifinales Grupo B | Manuel Murillo Toro, Ibagué                  | Deportes Tolima        | 1 : 0     | América de Cali   |
| 1 de diciembre                                                                           | Cuadrangulares semifinales Grupo B | Olímpico Pascual Guerrero, Cali              | América de Cali        | 4 : 2     | Deportes Tolima   |
| 4 de diciembre                                                                           | Cuadrangulares semifinales Grupo B | Metropolitano Roberto Meléndez, Barranquilla | Junior                 | 3 : 2     | Deportes Tolima   |
| 8 de diciembre                                                                           | Cuadrangulares semifinales Grupo B | Manuel Murillo Toro, Ibagué                  | Deportes Tolima        | 1 : 0     | Once Caldas       |
| Deportes Tolima avanzó de fase como ganador del grupo B con 10 puntos.                   |                                    |                                              |                        |           |                   |

|  |                              |
|  | Triunfo del Deportes Tolima. |
|  | Empate.                      |
|  | Derrota del Deportes Tolima. |

## Desarrollo

### Partido de ida
| 1     | POR   | William Cuesta   |     |
| 26    | DEF   | Yhorman Hurtado  |     |
| 2     | DEF   | Anderson Angulo  |     |
| 17    | DEF   | Marlon Torres    | 72' |
| 20    | DEF   | Junior Hernández | 87' |
| 80    | MED   | Bryan Rovira     |     |
| 15    | MED   | Juan Pablo Nieto | 72' |
| 10    | MED   | Yeison Guzmán    |     |
| 33    | DEL   | Jeison Lucumí    | 72' |
| 23    | DEL   | Alex Castro      | 87' |
| 30    | DEL   | Brayan Gil       |     |
| D. T. | D. T. | David González   |     |

| 1     | POR   | David Ospina       |       |
| 6     | DEF   | Andrés Román       |       |
| 3     | DEF   | Felipe Aguirre     |       |
| 16    | DEF   | William Tesillo    |       |
| 77    | DEF   | Álvaro Angulo      | 79'   |
| 32    | MED   | Sebastián Guzmán   |       |
| 21    | MED   | Jorman Campuzano   |       |
| 80    | MED   | Juan Manuel Zapata |       |
| 10    | DEL   | Pablo Ceppelini    | 67'   |
| 19    | DEL   | Kevin Viveros      | 90+7' |
| 27    | DEL   | Dairon Asprilla    |       |
| D. T. | D. T. | Efraín Juárez      |       |

| 27 | DEL | Gustavo Ramírez | 72' |
| 3  | DEF | Julián Quiñones | 72' |
| 18 | DEL | Kevin Pérez     | 72' |
| 60 | DEF | Yilson Rosales  | 87' |
| 28 | DEL | Luis Miranda    | 87' |

| 20 | DEF | Joan Castro      | 67'   |
| 29 | DEL | Andrés Sarmiento | 79'   |
| 9  | DEL | Alfredo Morelos  | 90+7' |

| 75' | Gustavo Ramírez | 1:1 |

| 35' | Dairon Asprilla | 0:1 |

| 42' · 42' · 60' · 90+6' | Bryan Rovira Jeison Lucumí Alex Castro Kevin Pérez |

| 15' · 60' · 90+1' · 90+6' · 90+6' | Sebastián Guzmán Álvaro Angulo David Ospina Dairon Asprilla Kevin Viveros |

| 65' | Sebastián Guzmán |

| Principal  | Carlos Betancur  |
| Asistentes | David Fuentes    |
|            | Sebastián Vela   |
| Cuarto     | Mauricio Mercado |

| VAR            | Heider Castro       |
| Asistentes VAR | María Victoria Daza |

|  |                    |       |       |
|  | Tiros              | 13    | 8     |
|  | Tiros a puerta     | 4     | 3     |
|  | Faltas             | 6     | 12    |
|  | Saques de esquina  | 8     | 3     |
|  | Fueras de juego    | 4     | 2     |
|  | Posesión del balón | 65,4% | 34,6% |

| 1     | POR   | William Cuesta   |     |
| 26    | DEF   | Yhorman Hurtado  |     |
| 2     | DEF   | Anderson Angulo  |     |
| 17    | DEF   | Marlon Torres    | 72' |
| 20    | DEF   | Junior Hernández | 87' |
| 80    | MED   | Bryan Rovira     |     |
| 15    | MED   | Juan Pablo Nieto | 72' |
| 10    | MED   | Yeison Guzmán    |     |
| 33    | DEL   | Jeison Lucumí    | 72' |
| 23    | DEL   | Alex Castro      | 87' |
| 30    | DEL   | Brayan Gil       |     |
| D. T. | D. T. | David González   |     |

| 1     | POR   | David Ospina       |       |
| 6     | DEF   | Andrés Román       |       |
| 3     | DEF   | Felipe Aguirre     |       |
| 16    | DEF   | William Tesillo    |       |
| 77    | DEF   | Álvaro Angulo      | 79'   |
| 32    | MED   | Sebastián Guzmán   |       |
| 21    | MED   | Jorman Campuzano   |       |
| 80    | MED   | Juan Manuel Zapata |       |
| 10    | DEL   | Pablo Ceppelini    | 67'   |
| 19    | DEL   | Kevin Viveros      | 90+7' |
| 27    | DEL   | Dairon Asprilla    |       |
| D. T. | D. T. | Efraín Juárez      |       |

| 27 | DEL | Gustavo Ramírez | 72' |
| 3  | DEF | Julián Quiñones | 72' |
| 18 | DEL | Kevin Pérez     | 72' |
| 60 | DEF | Yilson Rosales  | 87' |
| 28 | DEL | Luis Miranda    | 87' |

| 20 | DEF | Joan Castro      | 67'   |
| 29 | DEL | Andrés Sarmiento | 79'   |
| 9  | DEL | Alfredo Morelos  | 90+7' |

| 75' | Gustavo Ramírez | 1:1 |

| 35' | Dairon Asprilla | 0:1 |

| 42' · 42' · 60' · 90+6' | Bryan Rovira Jeison Lucumí Alex Castro Kevin Pérez |

| 15' · 60' · 90+1' · 90+6' · 90+6' | Sebastián Guzmán Álvaro Angulo David Ospina Dairon Asprilla Kevin Viveros |

| 65' | Sebastián Guzmán |

| Principal  | Carlos Betancur  |
| Asistentes | David Fuentes    |
|            | Sebastián Vela   |
| Cuarto     | Mauricio Mercado |

| VAR            | Heider Castro       |
| Asistentes VAR | María Victoria Daza |

|  |                    |       |       |
|  | Tiros              | 13    | 8     |
|  | Tiros a puerta     | 4     | 3     |
|  | Faltas             | 6     | 12    |
|  | Saques de esquina  | 8     | 3     |
|  | Fueras de juego    | 4     | 2     |
|  | Posesión del balón | 65,4% | 34,6% |

| 1     | POR   | William Cuesta   |     |
| 26    | DEF   | Yhorman Hurtado  |     |
| 2     | DEF   | Anderson Angulo  |     |
| 17    | DEF   | Marlon Torres    | 72' |
| 20    | DEF   | Junior Hernández | 87' |
| 80    | MED   | Bryan Rovira     |     |
| 15    | MED   | Juan Pablo Nieto | 72' |
| 10    | MED   | Yeison Guzmán    |     |
| 33    | DEL   | Jeison Lucumí    | 72' |
| 23    | DEL   | Alex Castro      | 87' |
| 30    | DEL   | Brayan Gil       |     |
| D. T. | D. T. | David González   |     |

| 1     | POR   | David Ospina       |       |
| 6     | DEF   | Andrés Román       |       |
| 3     | DEF   | Felipe Aguirre     |       |
| 16    | DEF   | William Tesillo    |       |
| 77    | DEF   | Álvaro Angulo      | 79'   |
| 32    | MED   | Sebastián Guzmán   |       |
| 21    | MED   | Jorman Campuzano   |       |
| 80    | MED   | Juan Manuel Zapata |       |
| 10    | DEL   | Pablo Ceppelini    | 67'   |
| 19    | DEL   | Kevin Viveros      | 90+7' |
| 27    | DEL   | Dairon Asprilla    |       |
| D. T. | D. T. | Efraín Juárez      |       |

| 27 | DEL | Gustavo Ramírez | 72' |
| 3  | DEF | Julián Quiñones | 72' |
| 18 | DEL | Kevin Pérez     | 72' |
| 60 | DEF | Yilson Rosales  | 87' |
| 28 | DEL | Luis Miranda    | 87' |

| 20 | DEF | Joan Castro      | 67'   |
| 29 | DEL | Andrés Sarmiento | 79'   |
| 9  | DEL | Alfredo Morelos  | 90+7' |

| 75' | Gustavo Ramírez | 1:1 |

| 35' | Dairon Asprilla | 0:1 |

| 42' · 42' · 60' · 90+6' | Bryan Rovira Jeison Lucumí Alex Castro Kevin Pérez |

| 15' · 60' · 90+1' · 90+6' · 90+6' | Sebastián Guzmán Álvaro Angulo David Ospina Dairon Asprilla Kevin Viveros |

| 65' | Sebastián Guzmán |

| Principal  | Carlos Betancur  |
| Asistentes | David Fuentes    |
|            | Sebastián Vela   |
| Cuarto     | Mauricio Mercado |

| VAR            | Heider Castro       |
| Asistentes VAR | María Victoria Daza |

|  |                    |       |       |
|  | Tiros              | 13    | 8     |
|  | Tiros a puerta     | 4     | 3     |
|  | Faltas             | 6     | 12    |
|  | Saques de esquina  | 8     | 3     |
|  | Fueras de juego    | 4     | 2     |
|  | Posesión del balón | 65,4% | 34,6% |

| 1     | POR   | William Cuesta   |     |
| 26    | DEF   | Yhorman Hurtado  |     |
| 2     | DEF   | Anderson Angulo  |     |
| 17    | DEF   | Marlon Torres    | 72' |
| 20    | DEF   | Junior Hernández | 87' |
| 80    | MED   | Bryan Rovira     |     |
| 15    | MED   | Juan Pablo Nieto | 72' |
| 10    | MED   | Yeison Guzmán    |     |
| 33    | DEL   | Jeison Lucumí    | 72' |
| 23    | DEL   | Alex Castro      | 87' |
| 30    | DEL   | Brayan Gil       |     |
| D. T. | D. T. | David González   |     |

| 1     | POR   | David Ospina       |       |
| 6     | DEF   | Andrés Román       |       |
| 3     | DEF   | Felipe Aguirre     |       |
| 16    | DEF   | William Tesillo    |       |
| 77    | DEF   | Álvaro Angulo      | 79'   |
| 32    | MED   | Sebastián Guzmán   |       |
| 21    | MED   | Jorman Campuzano   |       |
| 80    | MED   | Juan Manuel Zapata |       |
| 10    | DEL   | Pablo Ceppelini    | 67'   |
| 19    | DEL   | Kevin Viveros      | 90+7' |
| 27    | DEL   | Dairon Asprilla    |       |
| D. T. | D. T. | Efraín Juárez      |       |

| 27 | DEL | Gustavo Ramírez | 72' |
| 3  | DEF | Julián Quiñones | 72' |
| 18 | DEL | Kevin Pérez     | 72' |
| 60 | DEF | Yilson Rosales  | 87' |
| 28 | DEL | Luis Miranda    | 87' |

| 20 | DEF | Joan Castro      | 67'   |
| 29 | DEL | Andrés Sarmiento | 79'   |
| 9  | DEL | Alfredo Morelos  | 90+7' |

| 75' | Gustavo Ramírez | 1:1 |

| 35' | Dairon Asprilla | 0:1 |

| 42' · 42' · 60' · 90+6' | Bryan Rovira Jeison Lucumí Alex Castro Kevin Pérez |

| 15' · 60' · 90+1' · 90+6' · 90+6' | Sebastián Guzmán Álvaro Angulo David Ospina Dairon Asprilla Kevin Viveros |

| 65' | Sebastián Guzmán |

| Principal  | Carlos Betancur  |
| Asistentes | David Fuentes    |
|            | Sebastián Vela   |
| Cuarto     | Mauricio Mercado |

| VAR            | Heider Castro       |
| Asistentes VAR | María Victoria Daza |

|  |                    |       |       |
|  | Tiros              | 13    | 8     |
|  | Tiros a puerta     | 4     | 3     |
|  | Faltas             | 6     | 12    |
|  | Saques de esquina  | 8     | 3     |
|  | Fueras de juego    | 4     | 2     |
|  | Posesión del balón | 65,4% | 34,6% |

### Partido de vuelta
| 1     | POR   | David Ospina       |     |
| 6     | DEF   | Andrés Román       |     |
| 3     | DEF   | Felipe Aguirre     |     |
| 16    | DEF   | William Tesillo    |     |
| 77    | DEF   | Álvaro Angulo      |     |
| 21    | MED   | Jorman Campuzano   |     |
| 80    | MED   | Juan Manuel Zapata |     |
| 8     | MED   | Edwin Cardona      | 81' |
| 29    | DEL   | Andrés Sarmiento   | 67' |
| 18    | DEL   | Marino Hinestroza  | 81' |
| 9     | DEL   | Alfredo Morelos    | 73' |
| D. T. | D. T. | Efraín Juárez      |     |

| 1     | POR   | William Cuesta   |     |
| 34    | DEF   | Jhon Quiñones    |     |
| 3     | DEF   | Julián Quiñones  |     |
| 17    | DEF   | Marlon Torres    | 46' |
| 26    | DEF   | Yhorman Hurtado  |     |
| 15    | MED   | Juan Pablo Nieto | 79' |
| 80    | MED   | Bryan Rovira     |     |
| 10    | MED   | Yeison Guzmán    |     |
| 60    | MED   | Yilson Rosales   | 79' |
| 23    | MED   | Alex Castro      |     |
| 30    | DEL   | Brayan Gil       |     |
| D. T. | D. T. | David González   |     |

| 27 | DEL | Dairon Asprilla | 67' |
| 19 | DEL | Kevin Viveros   | 73' |
| 10 | DEL | Pablo Ceppelini | 81' |
| 20 | DEF | Joan Castro     | 81' |

| 27 | DEL | Gustavo Ramírez | 46' |
| 33 | DEL | Jeison Lucumí   | 79' |
| 28 | DEL | Luis Miranda    | 79' |

| 6' · 31' | Alfredo Morelos Andrés Román | 1:0 2:0 |

| 25' · 65' · 82' | Álvaro Angulo Alfredo Morelos Jorman Campuzano |

| 25' · 90' | Marlon Torres Jeison Lucumí |

| Principal  | Carlos Ortega    |
| Asistentes | Javier Patiño    |
|            | Alexander Guzmán |
| Cuarto     | Diego Ulloa      |

| VAR            | Fernando Acuña |
| Asistentes VAR | John León      |

|  |                    |       |       |
|  | Tiros              | 15    | 7     |
|  | Tiros a puerta     | 5     | 2     |
|  | Faltas             | 14    | 13    |
|  | Saques de esquina  | 2     | 3     |
|  | Fueras de juego    | 1     | 1     |
|  | Posesión del balón | 30,6% | 69,4% |

| 1     | POR   | David Ospina       |     |
| 6     | DEF   | Andrés Román       |     |
| 3     | DEF   | Felipe Aguirre     |     |
| 16    | DEF   | William Tesillo    |     |
| 77    | DEF   | Álvaro Angulo      |     |
| 21    | MED   | Jorman Campuzano   |     |
| 80    | MED   | Juan Manuel Zapata |     |
| 8     | MED   | Edwin Cardona      | 81' |
| 29    | DEL   | Andrés Sarmiento   | 67' |
| 18    | DEL   | Marino Hinestroza  | 81' |
| 9     | DEL   | Alfredo Morelos    | 73' |
| D. T. | D. T. | Efraín Juárez      |     |

| 1     | POR   | William Cuesta   |     |
| 34    | DEF   | Jhon Quiñones    |     |
| 3     | DEF   | Julián Quiñones  |     |
| 17    | DEF   | Marlon Torres    | 46' |
| 26    | DEF   | Yhorman Hurtado  |     |
| 15    | MED   | Juan Pablo Nieto | 79' |
| 80    | MED   | Bryan Rovira     |     |
| 10    | MED   | Yeison Guzmán    |     |
| 60    | MED   | Yilson Rosales   | 79' |
| 23    | MED   | Alex Castro      |     |
| 30    | DEL   | Brayan Gil       |     |
| D. T. | D. T. | David González   |     |

| 27 | DEL | Dairon Asprilla | 67' |
| 19 | DEL | Kevin Viveros   | 73' |
| 10 | DEL | Pablo Ceppelini | 81' |
| 20 | DEF | Joan Castro     | 81' |

| 27 | DEL | Gustavo Ramírez | 46' |
| 33 | DEL | Jeison Lucumí   | 79' |
| 28 | DEL | Luis Miranda    | 79' |

| 6' · 31' | Alfredo Morelos Andrés Román | 1:0 2:0 |

| 25' · 65' · 82' | Álvaro Angulo Alfredo Morelos Jorman Campuzano |

| 25' · 90' | Marlon Torres Jeison Lucumí |

| Principal  | Carlos Ortega    |
| Asistentes | Javier Patiño    |
|            | Alexander Guzmán |
| Cuarto     | Diego Ulloa      |

| VAR            | Fernando Acuña |
| Asistentes VAR | John León      |

|  |                    |       |       |
|  | Tiros              | 15    | 7     |
|  | Tiros a puerta     | 5     | 2     |
|  | Faltas             | 14    | 13    |
|  | Saques de esquina  | 2     | 3     |
|  | Fueras de juego    | 1     | 1     |
|  | Posesión del balón | 30,6% | 69,4% |

| 1     | POR   | David Ospina       |     |
| 6     | DEF   | Andrés Román       |     |
| 3     | DEF   | Felipe Aguirre     |     |
| 16    | DEF   | William Tesillo    |     |
| 77    | DEF   | Álvaro Angulo      |     |
| 21    | MED   | Jorman Campuzano   |     |
| 80    | MED   | Juan Manuel Zapata |     |
| 8     | MED   | Edwin Cardona      | 81' |
| 29    | DEL   | Andrés Sarmiento   | 67' |
| 18    | DEL   | Marino Hinestroza  | 81' |
| 9     | DEL   | Alfredo Morelos    | 73' |
| D. T. | D. T. | Efraín Juárez      |     |

| 1     | POR   | William Cuesta   |     |
| 34    | DEF   | Jhon Quiñones    |     |
| 3     | DEF   | Julián Quiñones  |     |
| 17    | DEF   | Marlon Torres    | 46' |
| 26    | DEF   | Yhorman Hurtado  |     |
| 15    | MED   | Juan Pablo Nieto | 79' |
| 80    | MED   | Bryan Rovira     |     |
| 10    | MED   | Yeison Guzmán    |     |
| 60    | MED   | Yilson Rosales   | 79' |
| 23    | MED   | Alex Castro      |     |
| 30    | DEL   | Brayan Gil       |     |
| D. T. | D. T. | David González   |     |

| 27 | DEL | Dairon Asprilla | 67' |
| 19 | DEL | Kevin Viveros   | 73' |
| 10 | DEL | Pablo Ceppelini | 81' |
| 20 | DEF | Joan Castro     | 81' |

| 27 | DEL | Gustavo Ramírez | 46' |
| 33 | DEL | Jeison Lucumí   | 79' |
| 28 | DEL | Luis Miranda    | 79' |

| 6' · 31' | Alfredo Morelos Andrés Román | 1:0 2:0 |

| 25' · 65' · 82' | Álvaro Angulo Alfredo Morelos Jorman Campuzano |

| 25' · 90' | Marlon Torres Jeison Lucumí |

| Principal  | Carlos Ortega    |
| Asistentes | Javier Patiño    |
|            | Alexander Guzmán |
| Cuarto     | Diego Ulloa      |

| VAR            | Fernando Acuña |
| Asistentes VAR | John León      |

|  |                    |       |       |
|  | Tiros              | 15    | 7     |
|  | Tiros a puerta     | 5     | 2     |
|  | Faltas             | 14    | 13    |
|  | Saques de esquina  | 2     | 3     |
|  | Fueras de juego    | 1     | 1     |
|  | Posesión del balón | 30,6% | 69,4% |

| 1     | POR   | David Ospina       |     |
| 6     | DEF   | Andrés Román       |     |
| 3     | DEF   | Felipe Aguirre     |     |
| 16    | DEF   | William Tesillo    |     |
| 77    | DEF   | Álvaro Angulo      |     |
| 21    | MED   | Jorman Campuzano   |     |
| 80    | MED   | Juan Manuel Zapata |     |
| 8     | MED   | Edwin Cardona      | 81' |
| 29    | DEL   | Andrés Sarmiento   | 67' |
| 18    | DEL   | Marino Hinestroza  | 81' |
| 9     | DEL   | Alfredo Morelos    | 73' |
| D. T. | D. T. | Efraín Juárez      |     |

| 1     | POR   | William Cuesta   |     |
| 34    | DEF   | Jhon Quiñones    |     |
| 3     | DEF   | Julián Quiñones  |     |
| 17    | DEF   | Marlon Torres    | 46' |
| 26    | DEF   | Yhorman Hurtado  |     |
| 15    | MED   | Juan Pablo Nieto | 79' |
| 80    | MED   | Bryan Rovira     |     |
| 10    | MED   | Yeison Guzmán    |     |
| 60    | MED   | Yilson Rosales   | 79' |
| 23    | MED   | Alex Castro      |     |
| 30    | DEL   | Brayan Gil       |     |
| D. T. | D. T. | David González   |     |

| 27 | DEL | Dairon Asprilla | 67' |
| 19 | DEL | Kevin Viveros   | 73' |
| 10 | DEL | Pablo Ceppelini | 81' |
| 20 | DEF | Joan Castro     | 81' |

| 27 | DEL | Gustavo Ramírez | 46' |
| 33 | DEL | Jeison Lucumí   | 79' |
| 28 | DEL | Luis Miranda    | 79' |

| 6' · 31' | Alfredo Morelos Andrés Román | 1:0 2:0 |

| 25' · 65' · 82' | Álvaro Angulo Alfredo Morelos Jorman Campuzano |

| 25' · 90' | Marlon Torres Jeison Lucumí |

| Principal  | Carlos Ortega    |
| Asistentes | Javier Patiño    |
|            | Alexander Guzmán |
| Cuarto     | Diego Ulloa      |

| VAR            | Fernando Acuña |
| Asistentes VAR | John León      |

|  |                    |       |       |
|  | Tiros              | 15    | 7     |
|  | Tiros a puerta     | 5     | 2     |
|  | Faltas             | 14    | 13    |
|  | Saques de esquina  | 2     | 3     |
|  | Fueras de juego    | 1     | 1     |
|  | Posesión del balón | 30,6% | 69,4% |

## Campeón
|                                       |
| Bandera de Colombia                   |
| Campeón Atlético Nacional 18.º título |